# Cutandia maritima
Cutandia maritima là một loài thực vật có hoa trong họ Hòa thảo. Loài này được (L.) Benth. mô tả khoa học đầu tiên năm 1881.